# Norrbo och Västansjö
Norrbo och Västansjö är en av SCB avgränsad och namnsatt tätort i Ludvika kommun Tätortens centrala del utgörs av en utdragen by i Grangärde socken  belägen vid västra stranden av Bysjön, bestående av bebyggelse i Södra Västansjö, Järnsta och Norra Västansjö. Till tätorten hör sedan även byn Norrbo.

## Västansjö hytta
I byn finns resterna av en mulltimmerhytta. Den första hyttan byggdes här i början av 1630-talet, troligen 1631, enligt en inventering från 1694 över "Hyttor i Grängies socken" Då hyttan var ny beräknades järnproduktionen ha legat omkring 4 skeppund per blåsning, c:a 800 kg. 
Järnproduktionen hade vid 1750-talet ytterligare förbättrats till omkring 20 skeppund per blåsning. Före hyttans ombyggnad, då även vattentillförseln utvidgades och dämningar byggdes om och till, synes driftstiderna varit korta och anpassade till vatten och koltillgång. Enligt 1737 års Bergmästarrelation anpassad enligt: "Hwartill egne skogar och vattendräkten någorlunda förslå". Så småningom räckte kol från de egna skogarna inte till längre utan måste inköpas till höga kostnader. År 1885 skedde den sista blåsningen i denna hytta. Idag anses Västansjö hytta vara den äldsta bevarade mulltimmerhyttan i Västerbergslagen.

### Befolkningsutveckling
| Befolkningsutvecklingen i Norrbo och Västansjö 2015–2020             | Befolkningsutvecklingen i Norrbo och Västansjö 2015–2020 | Befolkningsutvecklingen i Norrbo och Västansjö 2015–2020 | Befolkningsutvecklingen i Norrbo och Västansjö 2015–2020 | Befolkningsutvecklingen i Norrbo och Västansjö 2015–2020 |
| -------------------------------------------------------------------- | -------------------------------------------------------- | -------------------------------------------------------- | -------------------------------------------------------- | -------------------------------------------------------- |
|                                                                      |                                                          |                                                          |                                                          |                                                          |
| År                                                                   |                                                          |                                                          | Folkmängd                                                | Areal (ha)                                               |
| 2015                                                                 | 2015                                                     |                                                          | 290                                                      | 212                                                      |
| 2020                                                                 | 2020                                                     |                                                          | 263                                                      | 173                                                      |
| Anm.: Ny tätort 2015, i vilken småorterna Norrbo och Järnsta uppgick |                                                          |                                                          |                                                          |                                                          |